# Walnutport
Walnutport es un borough ubicado en el condado de Northampton en el estado estadounidense de Pensilvania. En el año 2000 tenía una población de 2.043 habitantes y una densidad poblacional de 1,053.1 personas por km².

## Geografía
Walnutport se encuentra ubicado en las coordenadas 40°45′6″N 75°35′44″O / 40.75167, -75.59556.

## Demografía
Según la Oficina del Censo en 2000 los ingresos medios por hogar en la localidad eran de $41,743 y los ingresos medios por familia eran $44,844. Los hombres tenían unos ingresos medios de $35,729 frente a los $21,546 para las mujeres. La renta per cápita para la localidad era de $18,095. Alrededor del 8.5% de la población estaba por debajo del umbral de pobreza.